# Hanselaer
Hanselaer is een dorp behorend tot de gemeente Kalkar in de Nederrijnregio in Duitsland. De plaats ligt twee kilometer van het centrum van Kalkar en heeft ongeveer 125 inwoners (2005) .

## Geschiedenis
Het gebied tussen Kalkar en Hanselaer is grotendeels weide- en akkerland, dat nog tot de dijkversteviging in 1965 bij hoogwater door de Rijn overstroomd werd. Het is aannemelijk dat hier in de Romeinse tijd een oude Rijnarm verliep.
De plaats verscheen voor het eerst in een historisch document in de 12e eeuw. Het Keulse jufferstift Sankt Maria im Kapitol bezat hier een boerenhofstede met een kerk, al voordat de stad Kalkar in 1230 op de westelijker gelegen zandbank Kalkarward gesticht werd.

## St. Antonius Abbas
De kleine dorpskerk van Hanselaer, St. Antonius Abbas, staat op een terp en is is omgeven door een kerkhof met een kosterswoning en oude boerderijen. Het aanzien van de dorpskern heeft zich nauwelijks veranderd sinds het bezoek van de Nederlandse kunstschilder Jan de Beijer in 1746, toen hij „´t Dorp Hanseler“ tekende. Het huidige kerkgebouw is ongeveer 500 jaar oud. De kerk is gebouwd van tufsteen en van baksteen, in de stijl van de gotiek maar de voorgaande kerk was een zaalkerk in romaanse stijl. De inrichting van de kerk is bezienswaardig door de aanwezigheid van oude schilderingen en laatgotische beelden.

## Via Romana
De fietsroute Via Romana, die loopt van Xanten naar Nijmegen komt op de noordelijke en op de zuidelijke route door het dorp. 

## Afbeeldingen

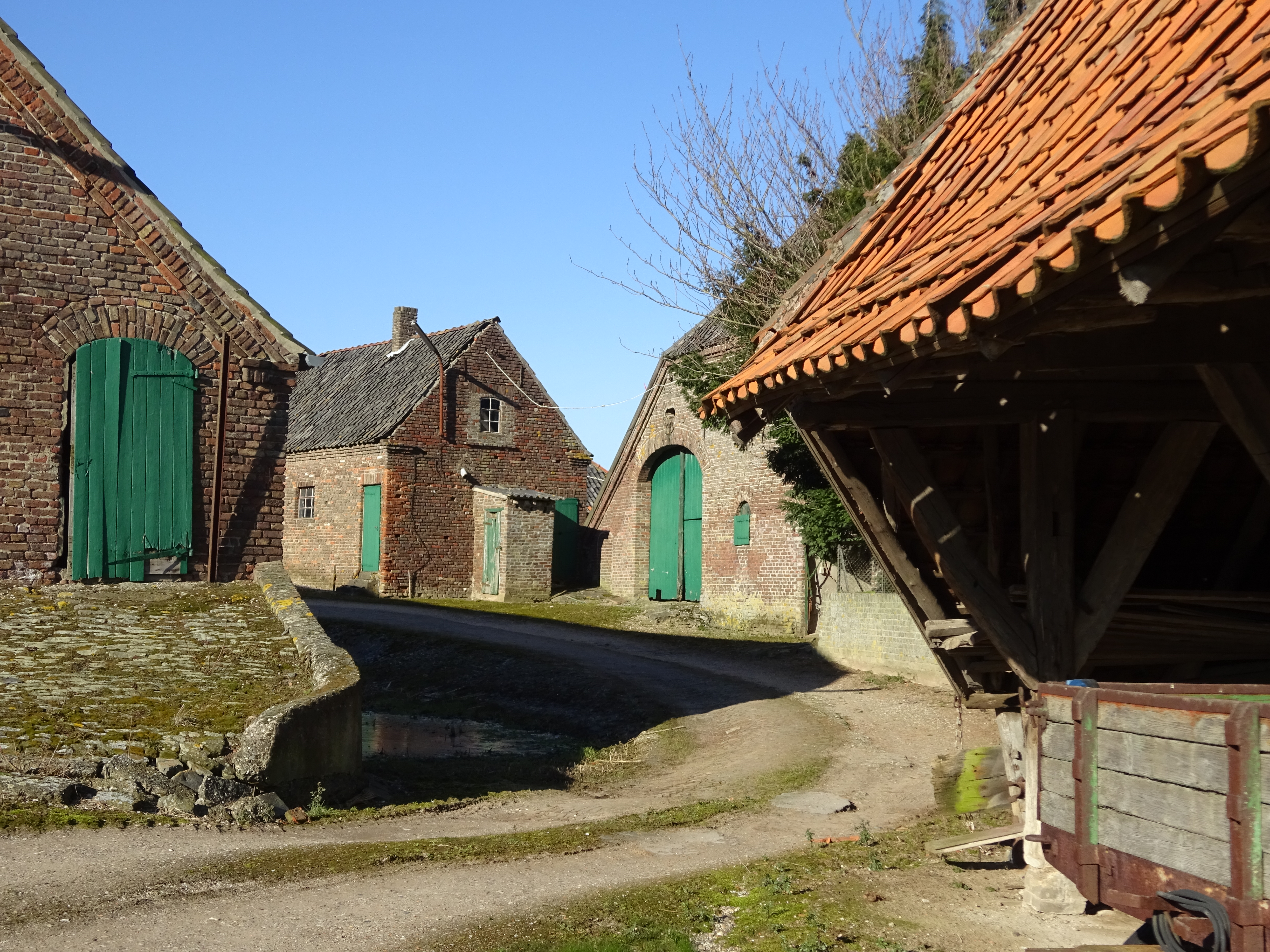
Spickstraße 81
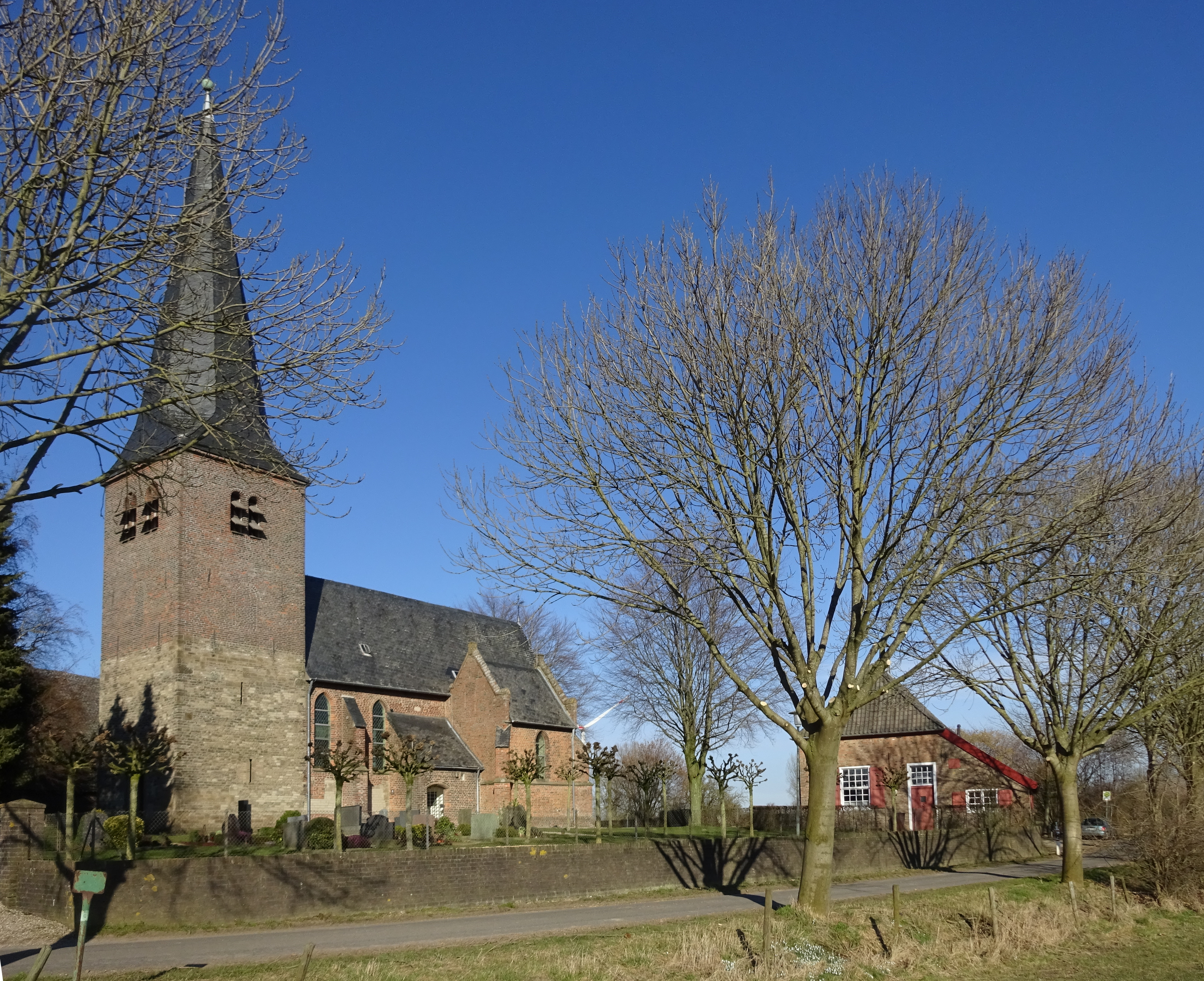
St. Antonius Abbas
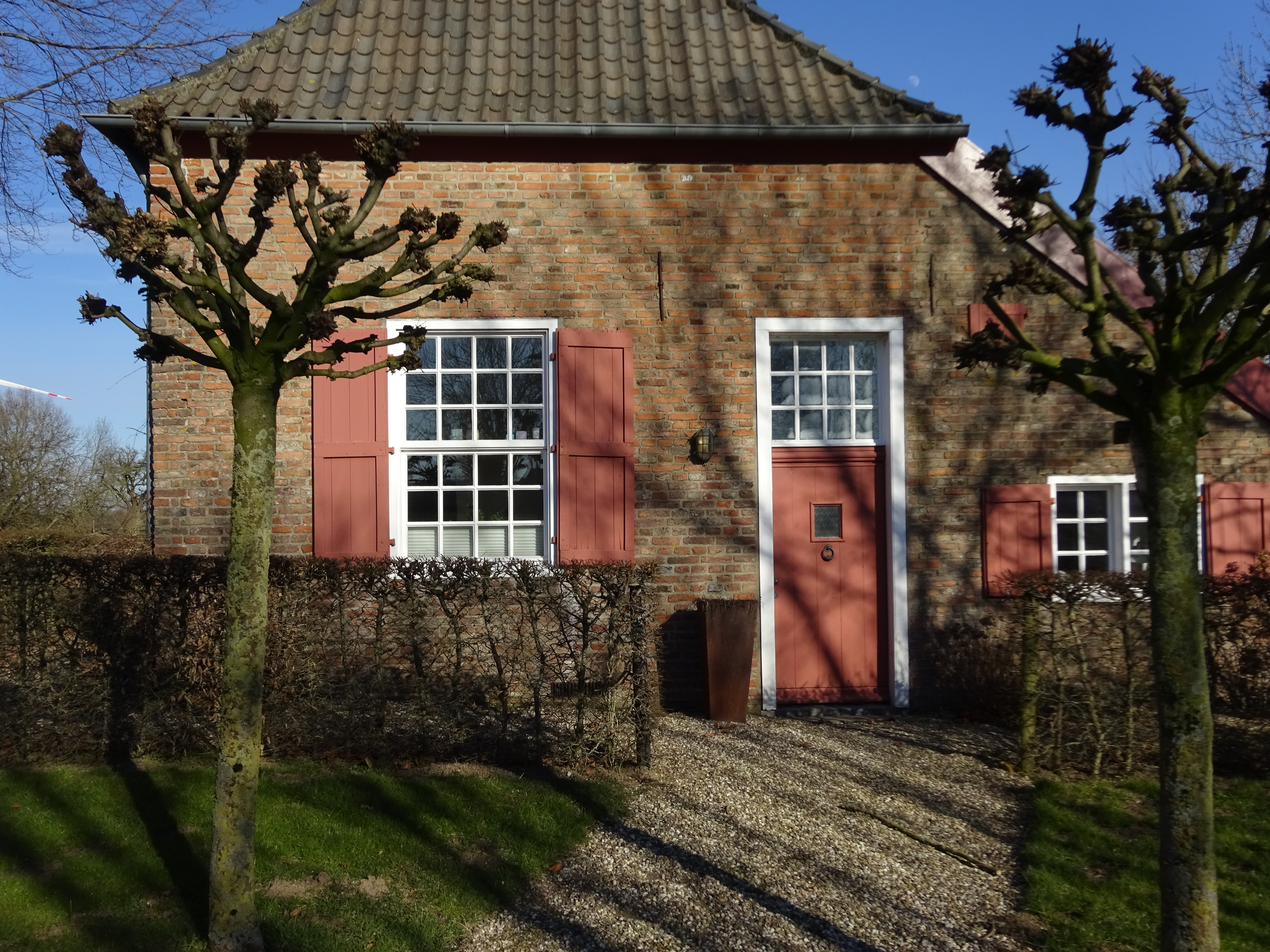
Spickstraße 83